# Peraiyur
Peraiyur es una ciudad y nagar Panchayat situada en el distrito de Madurai en el estado de Tamil Nadu (India). Su población es de 10394 habitantes (2011). Se encuentra a 46 km de Madurai.

## Demografía
Según el censo de 2011 la población de Peraiyur era de 10394 habitantes, de los cuales 5292 eran hombres y 5102 eran mujeres. Peraiyur tiene una tasa media de alfabetización del 79,98%, inferior a la media estatal del 80,09%: la alfabetización masculina es del 87,09%, y la alfabetización femenina del 83,77%.